# RFL Championship 1912-13
La Northern Rugby Football Union Championship de 1912-13 fue la decimoctava temporada del torneo de rugby league más importante de Inglaterra.

## Formato
Las divisiones 1 y 2 fueron combinadas, enfrentándose a nivel de los condados de Lancashire y Yorkshire y posteriormente confeccionado una tabla global, esto provocó que los equipos enfrentaran una cantidad desigual de encuentros.
Posteriormente los cuatro mejores clasificados según el porcentaje de victorias clasificaron a las semifinales.
Se otorgaron 2 puntos por cada victoria, 1 por el empate y 0 por la derrota.

## Desarrollo

### Tabla de posiciones
| Pos. | Equipo               | Encuentros | Encuentros | Encuentros | Encuentros | Tantos | Tantos | Puntos | Porcentaje de triunfos |
| Pos. | Equipo               | PJ         | PG         | PE         | PP         | F      | C      | Puntos | Porcentaje de triunfos |
| ---- | -------------------- | ---------- | ---------- | ---------- | ---------- | ------ | ------ | ------ | ---------------------- |
| 1    | Huddersfield         | 32         | 28         | 0          | 4          | 732    | 217    | 56     | 87.5                   |
| 2    | Wigan                | 34         | 28         | 0          | 6          | 702    | 249    | 56     | 82.35                  |
| 3    | Hull Kingston Rovers | 32         | 23         | 1          | 8          | 469    | 273    | 47     | 73.43                  |
| 4    | Dewsbury Rams        | 34         | 23         | 1          | 10         | 534    | 230    | 47     | 69.11                  |
| 5    | Hunslet FC           | 34         | 22         | 2          | 10         | 468    | 252    | 46     | 67.66                  |
| 6    | Broughton Rangers    | 30         | 17         | 4          | 9          | 303    | 173    | 38     | 63.33                  |
| 7    | Salford              | 30         | 19         | 0          | 11         | 245    | 182    | 38     | 63.33                  |
| 8    | Wakefield Trinity    | 33         | 20         | 2          | 11         | 348    | 350    | 42     | 63.33                  |
| 9    | Batley Bulldogs      | 32         | 18         | 1          | 13         | 379    | 218    | 37     | 57.81                  |
| 10   | Leeds                | 34         | 19         | 1          | 14         | 497    | 281    | 39     | 57.36                  |
| 11   | Oldham RLFC          | 32         | 17         | 2          | 13         | 341    | 273    | 36     | 56.24                  |
| 12   | Rochdale Hornets     | 34         | 17         | 2          | 15         | 327    | 277    | 36     | 52.94                  |
| 13   | Hull                 | 34         | 16         | 3          | 15         | 318    | 328    | 35     | 51.47                  |
| 14   | Widnes Vikings       | 32         | 15         | 2          | 15         | 333    | 319    | 32     | 50                     |
| 15   | Swinton              | 32         | 15         | 1          | 16         | 248    | 256    | 31     | 48.44                  |
| 16   | St. Helens           | 32         | 14         | 1          | 17         | 370    | 331    | 29     | 45.31                  |
| 17   | Bradford Northern    | 34         | 14         | 2          | 18         | 253    | 336    | 30     | 44.12                  |
| 18   | Warrington           | 32         | 13         | 2          | 17         | 214    | 278    | 28     | 43.75                  |
| 19   | Runcorn RFC          | 30         | 11         | 0          | 19         | 209    | 347    | 22     | 36.66                  |
| 20   | York FC              | 29         | 10         | 0          | 19         | 256    | 465    | 20     | 34.48                  |
| 21   | Halifax RLFC         | 32         | 10         | 2          | 20         | 269    | 367    | 22     | 34.38                  |
| 22   | Barrow Raiders       | 30         | 9          | 2          | 19         | 235    | 351    | 20     | 33.33                  |
| 23   | Leigh                | 30         | 8          | 0          | 22         | 153    | 321    | 16     | 26.67                  |
| 24   | Keighley Cougars     | 28         | 4          | 3          | 21         | 143    | 419    | 11     | 19.64                  |
| 25   | Bramley RLFC         | 31         | 4          | 1          | 26         | 172    | 686    | 9      | 14.52                  |
| 26   | Coventry RLFC        | 27         | 0          | 1          | 26         | 157    | 896    | 1      | 1.85                   |

|  | Semifinalistas. |

### Semifinales
| 1913 | Huddersfield | 30 - 3 | Dewsbury |  |  |

| 1913 | Wigan | 16 - 3 | Hull Kingston Rovers |  |  |

### Final
| 1913 | Huddersfield | 29 - 2 | Wigan |  |  |

| Bandera de Inglaterra       |
| Campeón Huddersfield Giants |
| Segundo título              |